# Marjan Čuden
Marjan Čuden, slovenski raketni modelar, * 16. marec 1964, Ljubljana.
Od leta 1964 je član ljubljanskega Astronavtsko raketarskega kluba Vladimir Mihajlovič Komarov. Na svetovnem prvenstvu v kategoriji raket za doseganje višine je 1987 dosegel 1. mesto med posamezniki in 3. mesto z ekipo. 